# 中野市立博物館
中野市立博物館（なかのしりつはくぶつかん）は長野県中野市にある博物館。2009年（平成21年）4月1日開館。

## 概要
中野市の自然と歴史、文化がテーマ、常設展示室では6つのコーナーに分けて展示している。
- 自然1 - さまざまな地形と動植物
- 自然2 - 十三崖のチョウゲンボウ繁殖地
- 原始時代 - 遊動から定住の生活へ
- 中世 - 武士の台頭から戦乱の時代
- 近世 - 平和な社会の到来と中野
- 近代・民俗 - 新しい時代の伝統

2014年（平成26年）、市内の柳沢遺跡から出土した弥生時代の銅鐸や銅戈などの出土品が長野県から返還され、収蔵展示室では国の重要文化財212点を中心に、貴重な資料を展示公開している。
併設のプラネタリウムでは季節ごとの星座を学芸員が解説する。

## 利用情報
- 午前9時から午後5時(3～11月）
- 午前10時から午後4時(12～2月）
- 休館日 毎週火曜日、年末年始